# Orlando Fernández
Orlando Fernández Lozano (Monterrey, Nuevo León; 21 de marzo de 1986) más conocido como Orlando Fernández, es un cantante, compositor, baterista y guitarrista mexicano. Es vocalista y creador del grupo de electropop, Clubz que fundó junto a su compañero Coco Santos en 2013 en Monterrey.
Con Clubz ha grabado un álbum de estudio: Destellos de 2018y dos extended play: Texturas de 2014y Épocas de 2015. Entre sus canciones más populares se encuentran: «Palmeras», «Nagano», «Áfrika», «Templos», «Épocas», «Popscuro», «Fama mundial», «El rollo», «Cáile», etc. A lo largo de su carrera, ha participado en importantes festivales como Vive Latino y Lollapalooza, donde han presentado su música a audiencias nacionales e internacionales.

## Primeros años
Desde sus inicios, Orlando ha sido instrumental en la creación de un sonido que fusiona influencias del synth pop, rhythm and blues y funk, característico de la música de Clubz. El dúo debutó con su primer extended play, Texturas, que rápidamente captó la atención de la escena musical mexicana. En 2015, lanzaron su segundo EP, Épocas, el cual incluyó colaboraciones con diversos artistas y recibió elogios por su producción innovadora.
Antes de unirse a Clubz, Orlando participó en varias bandas durante sus primeros años en la música. Una de ellas fue LEMONS, donde se desempeñaba como baterista y tuvo la oportunidad de presentarse en diversos espacios musicales. Posteriormente, decidió explorar nuevos géneros y formó un nuevo grupo junto a Coco Santos, denominado Husky, con el que grabó dos álbumes de estudio: Bambino y Weekend Lovers.

## Carrera artística

### 2013-presente: Con Clubz
Desde su fundación, Clubz ha destacado por combinar influencias sonoras de las décadas de 1980 y 1990 con elementos modernos, creando así una propuesta musical distintiva. Su primer extended play, Texturas, lanzado en 2013, les permitió ganar visibilidad en la escena musical. En 2015, lanzaron su segundo extended play, Épocas, que incluyó colaboraciones con varios artistas y recibió elogios por su producción innovadora.
El álbum debut del dúo, Destellos, fue publicado en 2018, consolidando su lugar en la industria y presentando un sonido más maduro y variado. A lo largo de su carrera, han participado en destacados festivales como Vive Latino, Lollapalooza y Primavera Sound, y han colaborado con músicos de la escena independiente latinoamericana.

## Discografía
Con Clubz
| Álbumes de estudio - 2018: Destellos | EP's - 2014: Texturas - 2015: Épocas |

## Premios y nominaciones
Con Clubz
| Año  | Entrega      | Categoría           | Nominación | Resultado | Ref.   |
| ---- | ------------ | ------------------- | ---------- | --------- | ------ |
| 2015 | Premios IMAS | Mejor álbum pop     | Texturas   | Ganadores | [ 15 ] |
| 2015 | Premios IMAS | Mejor artista nuevo | Clubz      | Ganadores | [ 15 ] |
| 2016 | Premios IMAS | Canción del año     | «Épocas»   | Ganadores | [ 16 ] |